# Pierre Plantée (Lacaune)
Der Statuenmenhir Pierre Plantée von Lacaune (auch Pierre Plantée de Thyois oder Peyro-Lebado genannt) steht etwa zwei Kilometer östlich des Ortes Lacaune, auf einer Wiese unweit der D622 im Département Tarn in Frankreich.
Der mit Flechten überwachsene Peyro Lebado (deutsch „aufgerichteter Stein“) ist mit etwa 3,50 Meter sichtbarer und 4,50 Meter absoluter Höhe, mit 1,85 Meter Breite und 0,5 Meter Tiefe der größte Statuenmenhir Europas. Die Details der Gravur, darunter ein für die Steinstelen der Region charakteristischer Gürtel, sind wegen des Flechtenbewuchses und der Abwitterung schwer erkennbar. Der Stein wurde bereits im Jahr 1883 als Monument historique klassifiziert. In der Region Lacaune und in der nordöstlich angrenzenden Region Rouergue findet sich die größte Ansammlung derartiger Steine in Europa; sie sind auf einem 40 km langen Rundweg zu erkunden.
Eine kleine Sammlung von Statuenmenhiren befindet sich im Musée Fenaille von Rodez. Der aus der Nähe stammende Statuenmenhir von Frescaty ist im Musée Saint-Raymond in Toulouse zu sehen.
In der Nähe steht der Statuenmenhir Pech-de-Naudène.